# Porta Santa Lucia (Urbino)

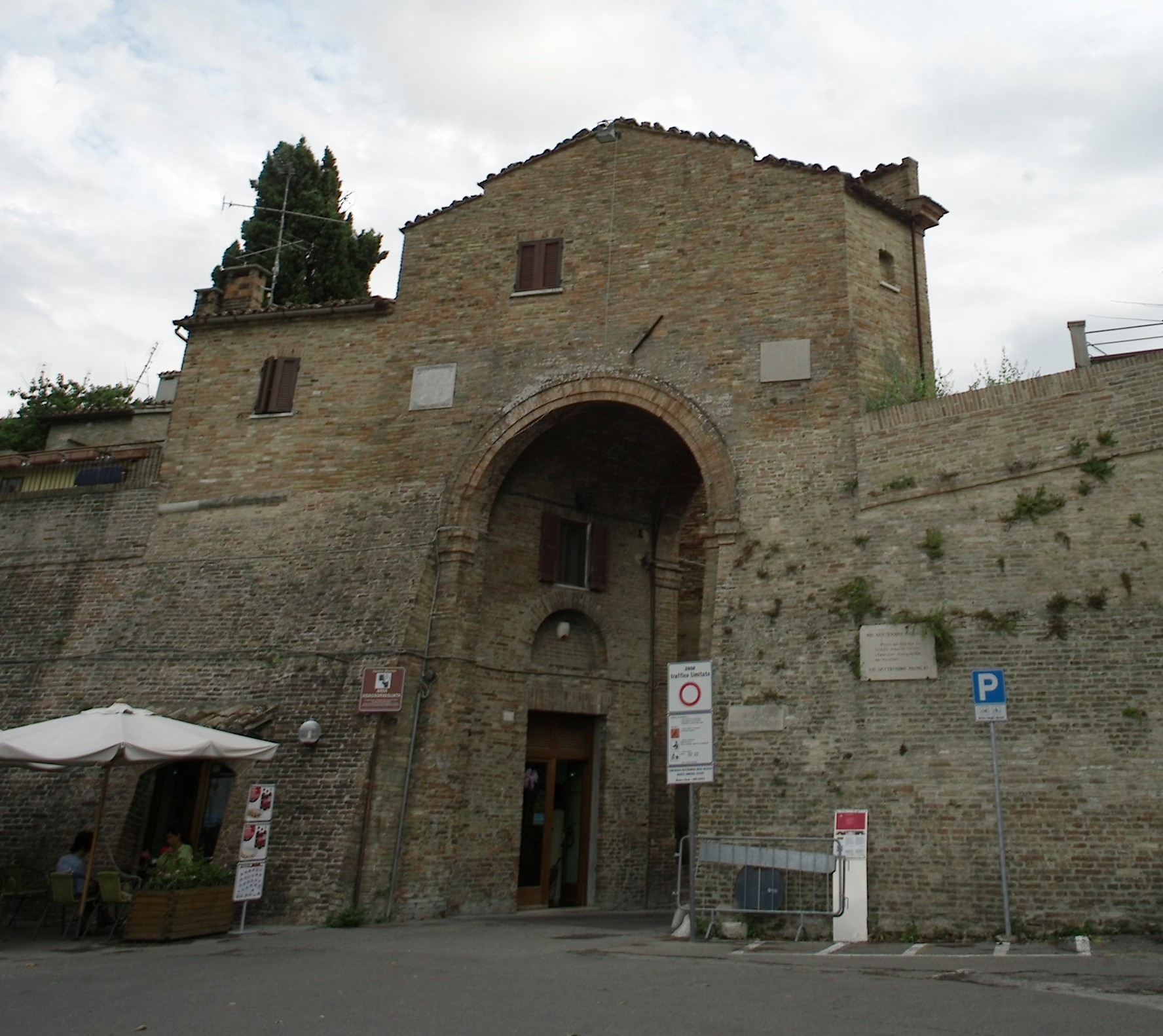
Brama Santa Lucia od strony zewnętrznej

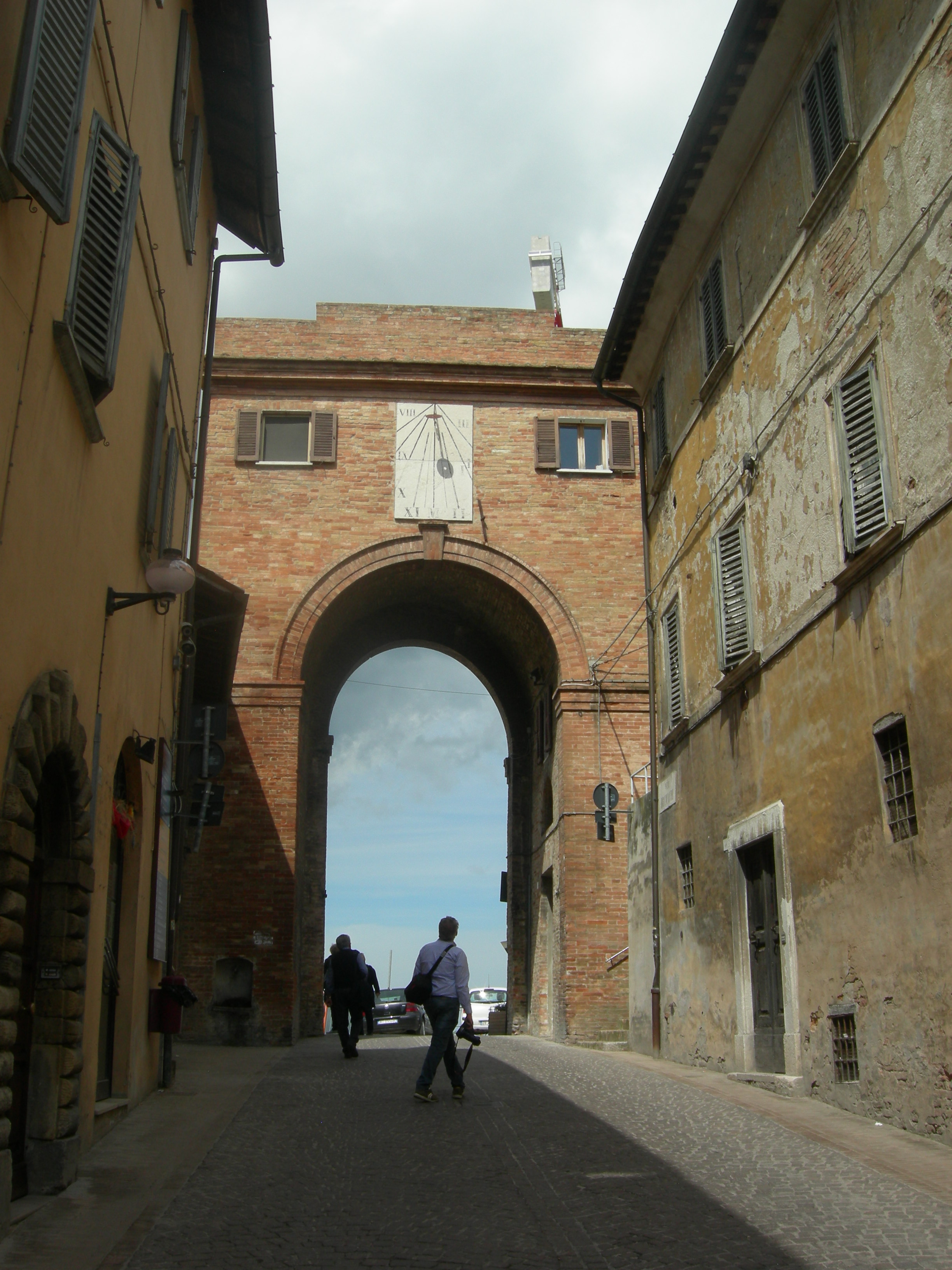
Brama Santa Lucia od strony miasta

Porta Santa Lucia – jedna ze średniowiecznych bram w murach miejskich Urbino we Włoszech.
Znajduje się na grzbiecie wzgórza Colle del Monte, w najbardziej na północ wysuniętej części murów miejskich. Wyznacza północny kraniec dzisiejszej Via Donato Bramante, której najstarsza i najpopularniejsza nazwa nawiązywała do nazwy bramy i pobliskiego bastionu. Nazwa wywodzi się od dawnego klasztoru i przylegającego doń kościoła pod wezwaniem Świętej Łucji, które wznosiły się u podnóży zbocza.
W średniowieczu brama ta dawała bezpośredni wjazd do miasta przybyszom z północy. W czasie włoskiego Risorgimento w 1860 roku pierwsze oddziały piemonckie wkroczyły do miasta przez bramę Santa Lucia i ulicę o tej samej nazwie.
Wysoka budowla wzniesiona jest z cegły, z wysokim przejazdem sklepionym łukowo. W nadbramiu znajduje się pomieszczenie dla straży. Jej konstrukcja ma pewne cechy wspólne z bramą Lavàgine. Przebudowano ją w pierwszej połowie XIX wieku, aby ułatwić wjazd do miasta dużym powozom. Nad przejazdem od strony miasta zegar słoneczny. Aktualnie w przyziemiu budynku bramnego znajduje się lokal gastronomiczny (bar-kawiarnia). Teren na zboczu przed bramą zajmuje ukryte pod ziemią centrum handlowe "Porta Santa Lucia".
Brama Santa Lucia jest dobrym punktem widokowym, przede wszystkim w kierunku miasta, gdzie w panoramie dominują kopuła i dzwonnica katedry Wniebowzięcia Najświętszej Maryi Panny. W kierunku północnym widać w oddali wzgórza San Marino, zaś w kierunku wschodnim pojawia się tafla Adriatyku.